# Algarra
Algarra é um município da Espanha, na província de Cuenca, comunidade autônoma de Castela-Mancha. Tem 41,91 km² de área e em 2021 tinha 24 habitantes (densidade: 0,6 hab./km²). Limita com os municípios de Casas de Garcimolina, Fuentelespino de Moya, Salvacañete, Vallanca e Alcalá de la Vega.